# Історизм (лексика)
Історизм — лінгвістичне поняття про слова або стійкі словосполучення, що називають зниклі предмети, явища людського життя. Історизми відносяться до пасивного словника і не мають синонімів у сучасній мові.

## Особливості
Історизмом називають слово або словосполучення, яке позначає явище з минулого. Однак це явище вже пішло з життя суспільства, втратило для нього будь-яку актуальність.
Приклади історизмів: боярин, верста, пищаль, непман, капор, предводитель дворянства, лікбез, продподаток.
Зазвичай історизми часто плутають із словами архаїзмами. Хоча основна відмінність між ними: архаїзмом називають застаріле слово, а історизмом — зникле явище.

## Приклади
- лікоть як частина руки звичайне сучасне слово, а лікоть як міра довжини – історизм.
- боярин — представник вищого стану феодального суспільства в середньовіччі. Оскільки феодального суспільства вже не існує, то і боярин перестав існувати як такий.